# Snake Indian River
Der Snake Indian River ist ein etwa 117 km langer linker Nebenfluss des Athabasca River in der kanadischen Provinz Alberta.

## Flusslauf
Der Fluss entspringt in den Kanadischen Rocky Mountains am Snake Indian Pass auf einer Höhe von etwa 2200 m. Er fließt die ersten 50 km in überwiegend östlicher Richtung durch das Gebirge. Anschließend wendet sich der Snake Indian River in Richtung Südsüdost. Schließlich mündet der Snake Indian River 35 km nördlich von Jasper auf einer Höhe von etwa 1039 m in den Athabasca River. Der Snake Indian River entwässert ein Areal von etwa 1600 km². Der vollständige Flusslauf sowie das gesamte Einzugsgebiet liegen im Norden des Jasper-Nationalparks. Bei Flusskilometer 37 befindet sich der Wasserfall Snake Indian Falls (⊙).

## Hydrologie
Am Pegel 7 km oberhalb der Mündung beträgt der Abfluss zwischen Mai und Oktober im Mittel 45 m³/s. Der Juni hat mit 85,3 m³/s den höchsten mittleren Monatsabfluss.

## Erholung
Der Flusslauf liegt im Norden des Jasper-Nationalparks. Ein 52,8 km langer Wanderweg führt den Unterlauf des Snake Indian River hinauf, an den Snake Indian Falls vorbei und endet am Rock Lake. Er beginnt am Celestine Lake Campground. Entlang dem Weg befinden sich mehrere Zeltplätze. Offenbar kann der Weg auch per Mountain Bike befahren werden. Die Wegverhältnisse wurden gemäß Wegzustands-Bericht von Parks Canada vom 15. September 2023 generell als „schlecht“ bezeichnet. Der Weg war offenbar nass und schlammig und wies offenbar zahlreiche umgestürzte Bäume entlang des Wegesverlaufes auf.